# 加藤寛 (経済学者)
加藤 寛（かとう ひろし、1926年（大正15年）4月3日 - 2013年（平成25年）1月30日）は、日本の経済学者。学位は経済学博士（慶應義塾大学）、慶應義塾大学名誉教授。名は「かん」と読むこともある。政府税制調査会会長、内閣府規制改革担当顧問、嘉悦大学学長、千葉商科大学名誉学長、日本経済政策学会会長・日本計画行政学会会長・ソ連東欧学会代表理事・公共選択学会会長等を歴任。
位階は従三位。勲等は勲一等瑞宝章。

## 人物
岩手県東磐井郡千厩町（現・一関市）生まれ。豊川市長などを歴任した加藤守道の二男。名前については「かとうかん」もしくは「カトカン」と言われることが多く、本人もそのように名乗ることがあった。
慶應義塾大学教授を務める傍ら、鈴木善幸、中曾根康弘両政権時代には第2次臨時行政調査会に加わり、土光敏夫会長の下で日本国有鉄道や日本専売公社、日本電信電話公社の民営化提言を取り纏めたり、1990年（平成2年）からは日本政府の税制調査会会長を務めるなど日本の行政や財政、経済体制や経済政策など経済改革について幅広い発言を行う。
学問的な業績よりも政治的実践的な行動力に実績があり、学者として、日本の経済政策の理論と実践における中心的な役割を担った。日本経済政策学会初代会長、公共選択学会初代会長、日本計画行政学会会長などをつとめ、日本の経済政策学を先導してきたこととあわせて、第2次臨時行政調査会第四部会長としての国鉄分割民営化や、政府税制調査会会長として直間比率是正・間接税中心の税体系の導入（ミスター税調の異名を取った）等の日本の行財政改革を牽引した。
また、パーキンソンの法則をもって護送船団方式など"官僚主導国家"日本の失われた10年の有り様に極めて批判的だったが、ポール・クルーグマンらがのちのリーマン・ショック後に、護送船団方式などの日本の行政の有り様を再評価していたのに対して、この時の加藤自身は、小泉政権の下で推し進められた米国流の新自由主義的な竹中平蔵による郵政民営化や構造改革のブレーンとしても貢献した。一方でハゲタカファンドの存在が当時問題となりながらも（一例に日本債券信用銀行#投資グループに売却参照）、郵政民営化を一貫して主張していた。
大学改革においても先導的なモデルを作った。慶應の湘南藤沢キャンパス(SFC) 設立に当たって中心的な役割を担い、総合政策学部学部長を務める。既に神奈川大学などが同種の改革を行っていたが、新設の慶應SFCの革新性をもって自らの私学教育を自負する一方、かつての都立日比谷高校が学校群制度その他諸々の諸施策で雁字搦めにされ、時の公教育による制約がある点を捨象しつつ、進学実績が急落した点を捉えて批判の俎上にのせた。（慶應が全国でトップレベルの私学助成金の支給を国から受けているとはいえ）自らの裁量で学校運営や学校改革を推進してきた点を自讃し自負心とする一方、それと対比する形で、日比谷高校は、ただ全国から学業優秀な生徒を集めていただけで実際には「教育」自体が無かったこと、教育が行われていなかったのだとバッサリ斬り捨てていた。
その後、千葉商科大学の学長を務め、様々な改革を実践した。同大学の博士課程（政策研究科）は、英語名称をKato Hiroshi School of Advanced Policy Studies（略称: Kato-Kan School）としており、高度な政策専門家教育を行っていた。2008年からは4年間、嘉悦大学学長を務めた。
東日本大震災後、復興構想会議のメンバーにと打診があったが、会議の目的が「増税のため」と知った加藤は、復興のための増税など絶対に賛成できないと断っている。また、東日本大震災以降、死の直前まで原発ゼロを主張していた。
慶大教授時代の教え子や弟子として、政界に小泉純一郎・橋本龍太郎元首相、学界に竹中平蔵・黒川和美・川野辺裕幸・丸尾直美・横山彰・細野助博・小澤太郎・玉村雅敏・中村まづる・横江公美・大岩雄二郎などが経済界に住田良能（元産経新聞社長）・吉原毅(元城南信用金庫理事長)や俳優の中村雅俊がいる。
2013年1月30日、心不全により死去。86歳没。

### 略歴

#### 学歴
- 1946年（昭和21年） 旧制芝中学校卒業
- 1950年（昭和25年） 慶應義塾大学経済学部卒業[3]
- 1952年（昭和27年） 慶應義塾大学大学院修士課程修了
- 1955年（昭和30年） 大学院経済学研究科博士後期課程満期取得
- 1959年（昭和34年） ハーバード大学大学院留学
- 1966年（昭和41年）9月22日経済学博士（慶應義塾大学）[3]『ソ連経済の成長方式』

#### 職歴
- 慶應義塾大学経済学部助手
- 同学部助教授
- 1966年（昭和41年） 同学部教授[3]
- 1990年（平成2年）4月 慶應義塾大学総合政策学部設立[3]。同学部教授、学部長（初代 1994年迄）[3]
- 1994年（平成6年） 同大学退職。千葉商科大学教授
- 1995年（平成7年） 慶應義塾大学名誉教授。千葉商科大学学長（2007年まで）[3]
- 2007年（平成19年）4月 千葉商科大学名誉学長
- 2008年（平成20年）4月 嘉悦大学学長（2012年3月まで）[3]

##### 学外における役職
- 日本計画行政学会会長（1989年 - 1995年）[8]
- NPO法人日本ファイナンシャル・プランナーズ協会理事長（2004年 - ）
- 内閣府規制改革担当顧問（2004年 - ）
- 財団法人ヒートポンプ・蓄熱センター理事長
- 公共選択学会名誉会長
- 第一生命経済研究所名誉所長
- 城南信用金庫総合研究所名誉所長
- 財団法人社会経済生産性本部副会長
- 財団法人中部空港調査会参与
- 財団法人地球・人間環境フォーラム評議員
- 財団法人日本環境協会評議員
- 財団法人国際文化交換協会評議員
- 財団法人日本国際フォーラム評議員
- 財団法人公共政策調査会評議員
- 財団法人松下政経塾相談役
- 財団法人国際アイティー財団評議員
- 財団法人小原白梅育英基金理事長
- 歴史街道推進協議会顧問
- 日本医療政策機構相談役
- 政府税制調査会会長（1990年 - 2000年）

## 栄典
- 2000年（平成12年） - 東洋経済賞
- 2001年（平成13年） - 勲一等瑞宝章(春)
- 2013年（平成25年） - 従三位

## 著書

### 単著
- 『日本再生最終勧告 原発即時ゼロで未来を拓く』ビジネス社、2013年3月8日。ISBN 978-4-8284-1701-1
- 『ソ連の経済成長と経済計画』日本評論新社〈慶應義塾経済学会経済学研究叢書〉、1960年。
- 『最適社会の経済学――比較経済体制論入門』講談社〈講談社現代新書〉、1967年。
- 『計画経済の成長方式――現代ソビエト経済論』ダイヤモンド社、1968年。
- 『経済政策学』慶應通信、1968年。
- 『20世紀の限界――日本型産業社会の構図』ダイヤモンド社〈ダイヤモンド現代選書〉、1968年。
- 『日本の公社・公団――“親方日の丸”の再検討』日本経済新聞社〈日経新書〉、1970年。
- 『経済体制論』東洋経済新報社〈経済学入門叢書 12〉、1971年。
- 『日本経済を考える』潮出版社〈潮新書〉、1972年。
- 『エコノミ先生の経済問答――物価からデイミネーションまで』読売新聞社、1973年。
- 『絶望の経済危機――日本のかかえる8つの問題』日本経済通信社、1974年。
- 『大恐慌――50年代日本経済』日本経済通信社、1975年。
- 『現代日本の公企業――経営再建の途を探る』日本経済新聞社〈日経新書〉、1976年。
- 『生まれかわる日本――ゼロ成長への挑戦』PHP研究所、1976年。
- 『「不確実性の時代」は終わった』ごま書房〈ゴマブックス〉、1978年12月。
- 『甦る企業の論理――21世紀への視点』青也書店、1978年12月。
- 『間違いだらけの経済常識』ダイヤモンド社、1979年4月。
- 『血気の時代』ごま書房〈ゴマブックス〉、1979年7月。
- 『経済政策』日本経済新聞社〈日経文庫 経済学入門シリーズ〉、1979年12月。
- 『日本の時代が来る――政治大国への条件』山手書房、1981年7月。
- 加藤寛（述）『日本経済の動向』全国都道府県議会議長会事務局〈議会職員執務資料シリーズ no.243〉、1981年7月。
- 『大いなる構想』学習研究社〈松下幸之助全研究 3〉、1982年2月。
- 『行革は日本を変える』春秋社、1982年10月。
- 『新・日本経済事情』山手書房、1983年12月。
- 『なぜ、今、「学問のすすめ」なのか？――福沢諭吉の2001年・日本の診断』PHP研究所、1983年12月。ISBN 4-569-21217-4。
  - 『なぜ、今、「学問のすすめ」なのか？――福沢諭吉の2001年・日本の診断』PHP研究所〈PHP文庫〉、1993年5月。ISBN 4-569-56551-4。
- 加藤寛（述）『公企業経営のあり方』道路経済研究所〈道経研・講演 no.58. 研究懇話会シリーズ 3〉、1983年5月。
- 『官業改革論――特殊法人の甘えをただす』中央経済社、1984年3月。ISBN 4-481-51391-8。
- 『新々・日本経済事情』山手書房、1985年1月。
- 『世界の中の日本』富山県教育委員会〈精神開発叢書 96〉、1985年2月。
- 『日本的経営は崩壊するか？――「異質社会・日本」の到来』PHP研究所、1985年2月。ISBN 4-569-21478-9。
- 『国鉄再建はこうなる』ダイヤモンド社、1985年10月。ISBN 4-478-26005-2。
- 『組織改革――臨調ノウ・ハウで企業が変わる』太陽企画出版〈Eye opener series〉、1986年9月。ISBN 4-88466-095-1。
- 『日本経済を読みとる4つの視点――歴史に学ぶ正しい選択』PHP研究所〈PHP business library〉、1986年8月。ISBN 4-569-21741-9。
- Hiroshi Kato (1986). The Japanese economy in transition. Toyo Keizai Shinposha
- 『経済は変わった！――「不況」を生き抜く発想と戦略』日本経済新聞社、1987年1月。ISBN 4-532-08760-0。
- 『経済用語・100――現代キーワード事典2』PHP研究所〈PHP business library ビジネスマン基本常識シリーズ〉、1987年10月。ISBN 4-569-22090-8。
- 加藤寛（作）『「マンガ」加藤寛の経済学教室』 1巻、夏目恵二画、PHP研究所、1988年4月。ISBN 4-569-22227-7。
- 加藤寛（作）『「マンガ」加藤寛の経済学教室』 2巻、夏目恵二画、PHP研究所、1988年8月。ISBN 4-569-22258-7。
- 『経済学のここがわからない――要点解説・50のQ&A』PHP研究所〈PHP business library〉、1988年9月。ISBN 4-569-22285-4。
- 加藤寛（作）『「マンガ」加藤寛の経済学教室』 3巻、夏目恵二画、PHP研究所、1989年1月。ISBN 4-569-22360-5。
- 『あえて問う日本の繁栄』税務経理協会、1990年8月。ISBN 4-419-01505-5。
- 『体験的「日本改革」論――経済算術と政治算術』PHP研究所〈PHPブライテスト〉、1990年11月。ISBN 4-569-52929-1。
- 『日本経済・自己変革のとき――Japan's international role』PHP研究所、1991年11月。ISBN 4-569-53367-1。
- 『45歳からのライフデザイン――輝かしき未来のための16の提言』ライフデザイン研究所、1992年5月。ISBN 4-947649-12-7。
- 『慶應湘南藤沢キャンパスの挑戦――きみたちは未来からの留学生』東洋経済新報社、1992年11月。ISBN 4-492-22101-8。
- 『混沌の中に日本が見える』講談社、1992年11月。ISBN 4-06-206143-0。
- 『日本経済の決断』PHP研究所、1993年6月。ISBN 4-569-54042-2。
- 『繁栄の軌跡――歴代総理の経済政策と私』講談社、1993年8月。ISBN 4-06-206618-1。
- 『亡国の法則――日本人は本当の情報を知らされていない』PHP研究所、1994年8月。ISBN 4-569-54392-8。
- 加藤寛（述） 著、全国法人会総連合 編『これでいいのか、日本――21世紀も豊かな国であるために』全国法人会総連合〈法人会講演集 v.4〉、1994年10月。
- 『公私混同が国を亡ぼす――政・官・業の改革を阻むもの』東洋経済新報社、1995年6月。ISBN 4-492-39206-8。
- 『教育改革論』丸善〈丸善ライブラリー 200〉、1996年6月。ISBN 4-621-05200-4。
- 『官僚主導国家の失敗』東洋経済新報社、1997年3月。ISBN 4-492-39244-0。
- 『福沢諭吉の精神――日本人自立の思想』PHP研究所〈PHP新書〉、1997年3月。ISBN 4-569-55566-7。
- 『「官」の発想が国を亡ぼす――構造改革なくして21世紀の日本はありえない』実業之日本社、1999年4月。ISBN 4-408-10326-8。
- 『気概ある日本人無気力な日本人』PHP研究所、1999年6月。ISBN 4-569-60619-9。
- 『座して死を待つのか日本経済――政・財・官・民に告ぐ』ビジネス社、2000年6月。ISBN 4-8284-0874-6。
- 『加藤寛の日本新生論――血を流せ、汗をかけ。』ビジネス社、2001年2月。ISBN 4-8284-0904-1。
- 『大増税の世紀――「税金のために生きる日本人」でいいのか』小学館〈小学館文庫〉、2001年3月。ISBN 4-09-405181-3。
- 『日本経済の再生は近い』勁草書房、2001年10月。ISBN 4-326-55041-4。
- 川野辺裕幸、大岩雄次郎 編『加藤寛・行財政改革への証言』東洋経済新報社、2002年10月。ISBN 4-492-21132-2。
- 『どうなる日本経済』國民會館〈國民會館叢書 58〉、2005年2月。
- 加藤寛（講話）『福沢諭吉なら、今、こう言う――究極のベストセラー「学問のすすめ」に学ぶ日本再生への提言――加藤寛インタビュー』宮崎緑インタビュアー、2009年8月。

### 共著
- 気賀健三『経済政策』 第2、学文社〈経済演習〉、1959年。
  - 気賀健三『経済政策』 第2（全訂版）、学文社〈経済演習〉、1961年。
- 丸尾直美『社会化と経済計画――イギリスとソ連の社会主義』理想社、1960年。
- 原豊、丸尾直美『現代資本主義入門』論争社〈論争新書〉、1961年。
- 原豊、丸尾直美『現代経済政策の理論――成長・安定・平等』東洋経済新報社、1962年。
- 原豊、丸尾直美『現代の経済はどう変るか――転型期の日本経済入門』講談社〈ミリオン・ブックス〉、1963年。
- 武藤光朗、野田福雄・中村勝範・吉田忠雄・高須裕三『日本福祉国家の条件』春秋社〈日本経済の現状と課題 第5集〉、1963年。
- 気賀健三、小松雅雄『経済政策論』世界書院〈経済学全集 6〉、1965年。
- 松井英一『転機にたつ共産圏――ソ連・東欧の経済計画』日本国際問題研究所〈国際問題シリーズ〉、1965年。
- 原豊、丸尾直美『日本経済その障害を超えて――成長と福祉をめざす』好学社、1971年。
- 香川敏幸、島和俊 著、北川敏男など 編『情報化社会論』 1-3巻、学習研究社〈講座情報社会科学 8〉、1971年。
- 丸尾直美『人間と環境の経済学』ダイヤモンド社、1972年。
- 深谷昌弘、石井威望・ハーバート・A・サイモン 著、北川敏男など 編『情報の社会経済学』 1-2巻、学習研究社〈講座情報社会科学 9〉、1971年。
- 斎藤栄三郎『翔け！新日本経済――ソフト経済時代 加藤寛・斎藤栄三郎対談集』通産新報社、1978年12月。
- 山同陽一『国鉄・電電・専売再生の構図』東洋経済新報社、1983年2月。
- 山同陽一『土光さんとともに730日――行革奮戦記』経済往来社、1983年4月。
- 丹羽春喜『現代ソ連経済の構造――計画経済の限界と世界戦略』日本経済新聞社、1983年9月。ISBN 4-532-08472-5。
- 山同陽一『郵貯は崩壊する――頭取のいない「国家銀行」のゆくえ』ダイヤモンド社、1984年1月。
- 野本淳子『経済分析の基礎知識』税務経理協会〈ビジネス計算基礎知識シリーズ〉、1985年5月。ISBN 4-419-00786-9。
- 加藤寛ほか『新時代の高等教育を考える――画一的教育からの脱却』PHP研究所、1986年11月。ISBN 4-569-21803-2。
- 金子敬生『不公平税制への挑戦』国際商業出版、1986年1月。ISBN 4-87542-205-9。
- 金子敬生『決定版・税制改革――活力ある財政再建への道』国際商業出版、1987年11月。ISBN 4-87542-208-3。
- 加藤寛ほか『日本社会党の政策を衝く――理性と常識が捉えた数々の矛盾』啓正社、1989年11月。ISBN 4-87572-089-0。
- 堺屋太一『新しい日本のために』講談社、1993年2月。ISBN 4-06-206210-0。
- ライフデザイン研究所『ライフデザインのすすめ――「生活優先」時代をどう生きるか』ダイヤモンド社、1993年4月。ISBN 4-478-79029-9。
- 中村まづる『総合政策学への招待』有斐閣、1994年8月。ISBN 4-641-06706-6。
- 横山彰『税制と税政――改革かくあるべし』読売新聞社、1994年12月。ISBN 4-643-94100-6。
- 加藤寛ほか『官庁大改造――こうすればできる行政改革』PHP研究所、1995年5月。ISBN 4-569-54735-4。
- 水野肇『医療バブルが日本を潰す――病魔に冒された長寿大国』PHP研究所、1995年6月。ISBN 4-569-54782-6。
- 瀬島竜三『戦略なき国家に明日はない――戦後50年の日本の検証と今後の行方を示唆』日本政経文化社、1995年8月。ISBN 4-89041-264-6。
- 千葉明『「執行猶予」の日本経済――「真正デフレ」は回避できるか』プレジデント社、1995年11月。ISBN 4-8334-1593-3。
- ジェームズ・ブキャナン、ゴードン・タロック共著『行きづまる民主主義』勁草書房〈公共選択の主張 1〉、1998年6月。ISBN 4-326-55035-X。
- 加藤寛ほか『世紀末の日本9つの課題――この基本課題をどう受け止め、解決するか――いま、頭を整理しておこう』加藤寛監著、中経出版、1999年1月。ISBN 4-8061-1203-8。
- 渡部昇一『対論「所得税一律革命」』光文社、1999年7月。ISBN 4-334-97229-2。
- 中村うさぎ『税金を払う人使う人――加藤寛・中村うさぎの激辛問答』日経BP社、2001年7月。ISBN 4-8222-4234-X。
- 加藤寛ほか『立国は私なり、公にあらず――日本再生への提言』第一法規、2005年2月。ISBN 4-474-01853-2。
- 竹中平蔵『改革の哲学と戦略――構造改革のマネジメント』日本経済新聞出版社、2008年6月。ISBN 978-4-532-35303-2。

### 編著
- 『経済学――理論から政策へ』世界書院、1966年。
  - 『経済学――理論から政策へ』（新版）世界書院、1974年。
- 『公企業の経済学』日本経済新聞社〈日本経済研究センター双書 5〉、1966年。
- 『日本の公企業』日本経済新聞社〈日本経済研究センター双書 第12〉、1968年。
- 『国際化時代の企業と政府』好学社〈世界に挑戦する日本の経営〉、1971年。
- 『ソ連の国営企業』アジア経済研究所〈研究参考資料 194〉、1972年。
- 『入門公共選択――政治の経済学』三嶺書房、1983年1月。
  - 『入門公共選択――政治の経済学』（改訂版）三嶺書房、1999年1月。ISBN 4-88294-115-5。
  - 『入門公共選択――政治の経済学』勁草書房、2005年3月。ISBN 4-326-55048-1。
- 『福沢山脈の経営者たち』ダイヤモンド社、1984年10月。
- 『これでいいのか日本社会党の経済政策』啓正社、1990年1月。ISBN 4-87572-092-0。
- 『日本経済入門セミナー――いま、何が問題なのか？明日、どう変わるのか？』日本実業出版社、1991年1月。ISBN 4-534-01689-1。
- 『NTT vs郵政省――インターネット時代の覇者は誰か？』PHP研究所、1996年2月。ISBN 4-569-55062-2。
- 加藤寛責任編集 編『ロシアとどう付き合うか――21世紀の日露関係を考える』PHP研究所、1996年10月。ISBN 4-569-55368-0。

### 共編著
- 中村秀一郎、新野幸次郎 編『経済政策』 1巻、有斐閣〈有斐閣双書〉、1971年。
- 中村秀一郎、新野幸次郎 編『経済政策』 2巻、有斐閣〈有斐閣双書〉、1971年。
- 中村秀一郎、新野幸次郎 編『経済政策』 3巻、有斐閣〈有斐閣双書〉、1971年。
- 丸尾直美 編『経営参加とは何か――世界の新しい潮流』日本生産性本部、1971年。
- 江見康一、木下和夫共編 編『福祉社会日本の条件』中央経済社、1974年。
- 古田精司 編『公共経済学講義』青林書院新社〈青林講義シリーズ〉、1974年。
- 矢島鈞次 編『新しい産業構造――その政策と転換のシナリオ』民主社会主義研究会議〈民社研叢書 6〉、1975年。
- 内野達郎 編『経済政策教室――現代の理論と政策課題を探る』有斐閣〈有斐閣選書〉、1975年。
- 武藤忠義 編『社会開発政策』青林書院新社〈青林双書〉、1975年。
- 丸尾直美 編『民主主義の経済学――紛争解決の理論と現実』千曲秀版社、1976年10月。
- 伊藤善市 編『経済政策講義』（改訂）青林書院新社〈青林講義シリーズ〉、1976年。
- 加藤寛ほか 編『現代経済政策の解明』東洋経済新報社、1978年2月。
- 加藤寛ほか 編『現代経済政策体系』 第1巻、勁草書房、1978年6月。
- 加藤寛ほか 編『現代経済政策体系』 第2巻、勁草書房、1978年10月。
- 加藤寛ほか 編『現代経済政策体系』 第3巻、勁草書房、1978年11月。
- 吉田忠雄 編『世界と日本の人口政策』勁草書房〈明治大学社会科学研究所叢書〉、1979年9月。
- 伊藤善一 編『経済政策』青林書院新社〈基礎経済学大系 6〉、1979年10月。
- 江見康一 編『医療問題の経済学――日本の現状と将来予測』日本経済新聞社、1980年3月。
- 小林規威 編『世界経済の摩擦のなかで』 3巻、中央経済社〈成熟の日本経済〉、1982年7月。ISBN 4-481-50061-1。
- 金森久雄 編『日米経済関係――石油・エネルギー・貿易』慶應通信〈国際コミュニケーション日米共同プロジェクト 4〉、1984年3月。ISBN 4-7664-0084-4。
- 黒川和美 編『政府の経済学』有斐閣、1987年9月。ISBN 4-641-06486-5。
- 野中郁次郎ほか 編『日本の組織――戦略と形態. 第1巻』第一法規出版、1989年9月。ISBN 4-474-15101-1。
- 浜田文雅 編『公共経済学の基礎』有斐閣、1996年3月。ISBN 4-641-06764-3。
- 漆邦臣 編『今、中学・高校教師に望むこと――ホンモノの中学・高校教師になるために』品川女子学院教育研究所、1998年9月。ISBN 4-87293-087-8。
- 丸尾直美 編『福祉ミックス社会への挑戦――少子・高齢時代を迎えて』ライフデザイン研究所監修、中央経済社、1998年9月。ISBN 4-502-63482-4。
- 加藤寛ほか 編『The next――21世紀ビジネスマンの戦略戦術』講談社、1998年10月。ISBN 4-06-209064-3。
- 丸尾直美編著 編『福祉ミックスの設計――「第三の道」を求めて』ライフデザイン研究所監修、有斐閣、2002年3月。ISBN 4-641-07650-2。

### 監修
- 企業研究総合機構 編『明治乳業 1980年版』野田一夫監修、蒼洋社〈シリーズ・日本の企業 1〉、1980年3月。
- 企業研究総合機構 編『富士写真フイルム 1980年版』野田一夫監修、蒼洋社〈シリーズ・日本の企業 2〉、1980年3月。
- 企業研究総合機構 編『資生堂 1980年版』野田一夫監修、蒼洋社〈シリーズ・日本の企業 3〉、1980年3月。
- 企業研究総合機構 編『ブリヂストンタイヤ 1980年版』野田一夫監修、蒼洋社〈シリーズ・日本の企業 4〉、1980年3月。
- 企業研究総合機構 編『新日本製鐵 1980年版』野田一夫監修、蒼洋社〈シリーズ・日本の企業 5〉、1980年3月。
- 企業研究総合機構 編『日立製作所 1980年版』野田一夫監修、蒼洋社〈シリーズ・日本の企業 6〉、1980年3月。
- 企業研究総合機構 編『東京芝浦電気 1980年版』野田一夫監修、蒼洋社〈シリーズ・日本の企業 8〉、1980年3月。
- 企業研究総合機構 編『富士通 1980年版』野田一夫監修、蒼洋社〈シリーズ・日本の企業 9〉、1980年3月。
- 企業研究総合機構 編『松下電器産業 1980年版』野田一夫監修、蒼洋社〈シリーズ・日本の企業 10〉、1980年3月。
- 企業研究総合機構 編『日産自動車 1980年版』野田一夫監修、蒼洋社〈シリーズ・日本の企業 11〉、1980年3月。
- 企業研究総合機構 編『トヨタ自動車工業 1980年版』野田一夫監修、蒼洋社〈シリーズ・日本の企業 12〉、1980年3月。
- 企業研究総合機構 編『本田技研工業 1980年版』野田一夫監修、蒼洋社〈シリーズ・日本の企業 13〉、1980年3月。
- 企業研究総合機構 編『日本楽器製造 1980年版』野田一夫監修、蒼洋社〈シリーズ・日本の企業 14〉、1980年3月。
- 企業研究総合機構 編『三井物産 1980年版』野田一夫監修、蒼洋社〈シリーズ・日本の企業 15〉、1980年3月。
- 企業研究総合機構 編『三菱電機 1980年版』野田一夫監修、蒼洋社〈シリーズ・日本の企業 7〉、1980年3月。
- 『これからの税制を考える――経済社会の構造変化に臨んで』大蔵財務協会、1997年3月。ISBN 4-7547-0401-0。
- 『「スーパー図解」パっと頭に入る税金・年金常識――最新版』実業之日本社、1999年6月。ISBN 4-408-10328-4。
- 『わが国税制の現状と課題――21世紀に向けた国民の参加と選択』大蔵財務協会、2000年9月。ISBN 4-7547-0736-2。
- かんき出版編集部 編『経済が好きになる講座――ただいま授業中』かんき出版〈手にとるようにわかるシリーズ〉、2003年9月。ISBN 4-7612-6097-1。
- 『30分でわかる年金のしくみ』実業之日本社〈ビジュアルde入門〉、2004年10月。ISBN 4-408-10604-6。
- 「チーム・ビジネスマン」出版編集委員会『『自分主義』を超えて――第一線ビジネスマンが考えた“手づくり日本再生論”』産経新聞出版、2006年2月。ISBN 4-902970-25-2。

### 翻訳書
- J・ティンバーゲン『経済政策の理論』気賀健三共訳、巌松堂出版〈現代経済学選書〉、1956年。
- アドルフ・A・バーリ・ジュニア『財産なき支配』関口操・丸尾直美共訳、論争社〈論争叢書〉、1960年。
- A・ションフィールド『成長と安定の経済政策――英国労働党と保守党の政策』藤田至孝・丸尾直美共訳、理想社、1961年。
- アブラム・バーグソン『ソヴィエトの国民所得――1928-55-米ソの経済成長予測』安平哲二・丹羽春喜共訳、慶應通信、1965年。
- モーリス・ペストン『公共経済学』加藤寛監訳、ダイヤモンド社、1975年。
- G・ミュルダール『反主流の経済学』丸尾直美共訳、ダイヤモンド社〈ダイヤモンド現代選書〉、1975年。
- J・ティンバーゲン、A・バーグソンほか『最適体制の経済学』古田精司監訳、東洋経済新報社、1976年。
- J・M・ブキャナン『自由の限界――人間と制度の経済学』加藤寛監訳、黒川和美・関谷登・大岩雄次郎訳、秀潤社、1977年7月。
- ジョン・ウォロノフ『新ニッポン事情』加藤寛監訳、首藤信彦訳、三笠書房、1980年4月。
- B・S・フライ『新しい経済学――ポリティコ・エコノミックス入門』加藤寛監訳、ダイヤモンド社、1980年3月。
- ジョン・ウォロノフ『とまどう日本人――気質・体質・その未来』加藤寛監訳、三笠書房、1980年12月。
- H・ヴァン・デン・ドゥール『政治プロセスの経済学――民主主義における政治家・官僚・市民の政策決定』加藤寛監訳、文真堂、1983年9月。ISBN 4-8309-2548-5。
- ウィリアム・ワッツ『トラブル・パートナー――日本vsアメリカ：奇妙なカップル』隈部まち子共訳、講談社、1984年5月。ISBN 4-06-201064-X。
- G・タロック『政府は何をすべきか――外部性の政治経済学』加藤寛監訳、春秋社、1984年6月。
- ミルトン・フリードマン、ローズ・フリードマン『奇跡の選択』加藤寛監訳、三笠書房、1984年6月。ISBN 4-8379-5397-2。
- B・S・フライ『新しい経済政策――「公共選択」と政策決定』加藤寛監訳、ダイヤモンド社、1985年4月。
- フリードリヒ・ハイエク『ハイエク全集』 第2巻、春秋社、1989年12月。ISBN 4-393-62112-3。
  - フリードリヒ・ハイエク『利潤、利子および投資』 第2巻、林直嗣・細野助博共訳、西山千明・矢島鈞次監修（新装版）、春秋社〈ハイエク全集〉、1998年3月。ISBN 4-393-62132-8。
  - フリードリヒ・ハイエク『利潤、利子および投資』 第1期 第2巻、林直嗣・細野助博共訳、西山千明・矢島鈞次監修（新版）、春秋社〈ハイエク全集〉、2008年7月。ISBN 978-4-393-62172-1。
- ジェームズ・M・ブキャナン、C・K・ローリー、R・D・トリソン 編『財政赤字の公共選択論』加藤寛監訳、文真堂、1990年11月。ISBN 4-8309-4030-1。
- マンサー・オルソン『国家興亡論――「集合行為論」からみた盛衰の科学』加藤寛監訳、PHP研究所、1991年12月。ISBN 4-569-53508-9。
- J・M・ブキャナン『コンスティテューショナル・エコノミックス――極大化の論理から契約の論理へ』加藤寛監訳、有斐閣、1992年12月。ISBN 4-641-06637-X。
- デニス・C・ミュラー『公共選択論』加藤寛監訳、有斐閣、1993年7月。ISBN 4-641-06652-3。
- フランシス・フクヤマ『「信」無くば立たず』三笠書房、1996年4月。ISBN 4-8379-5529-0。
  - フランシス・フクヤマ『「信」無くば立たず』日本障害者リハビリテーション協会、1999年10月。
- E・ストーキー、R・ゼックハウザー『政策分析入門』佐藤隆三監訳、勁草書房、1998年6月。ISBN 4-326-50148-0。
- ロバート・トリソン、ロジャー・コングレトン 編『レントシーキングの経済理論』加藤寛監訳、勁草書房、2002年7月。ISBN 4-326-50231-2。
- トマス・ソーウェル『入門経済学――グラフ・数式のない教科書』加藤寛監訳、堀越修訳、ダイヤモンド社、2003年2月。ISBN 4-478-20078-5。

## 出演番組
- 時事放談 (TBSテレビ)
- 加藤寛のカンカンガクガク（テレビ東京）
- コスモポリタン・アイ（文化放送）